# Nieul-sur-Mer
Nieul-sur-Mer és un municipi francès situat al departament del Charente Marítim i a la regió de la Nova Aquitània. L'any 2007 tenia 5.600 habitants.

## Demografia

### Població
El 2007 la població de fet de Nieul-sur-Mer era de 5.600 persones. Hi havia 2.248 famílies de les quals 420 eren unipersonals (152 homes vivint sols i 268 dones vivint soles), 872 parelles sense fills, 756 parelles amb fills i 200 famílies monoparentals amb fills.
La població ha evolucionat segons el següent gràfic:
Habitants censats

### Habitatges
El 2007 hi havia 2.454 habitatges, 2.280 eren l'habitatge principal de la família, 64 eren segones residències i 110 estaven desocupats. 2.394 eren cases i 53 eren apartaments. Dels 2.280 habitatges principals, 1.872 estaven ocupats pels seus propietaris, 372 estaven llogats i ocupats pels llogaters i 36 estaven cedits a títol gratuït; 10 tenien una cambra, 53 en tenien dues, 240 en tenien tres, 740 en tenien quatre i 1.237 en tenien cinc o més. 1.854 habitatges disposaven pel capbaix d'una plaça de pàrquing. A 993 habitatges hi havia un automòbil i a 1.195 n'hi havia dos o més.

### Piràmide de població
La piràmide de població per edats i sexe el 2009 era:
| Homes | Edats   | Dones |
| ----- | ------- | ----- |
| 0     | 95 o +  | 4     |
| 8     | 90 a 94 | 16    |
| 8     | 85 a 89 | 40    |
| 48    | 80 a 84 | 32    |
| 44    | 75 a 79 | 60    |
| 92    | 70 a 74 | 112   |
| 132   | 65 a 69 | 100   |
| 112   | 60 a 64 | 148   |
| 156   | 55 a 59 | 180   |
| 284   | 50 a 54 | 240   |
| 268   | 45 a 49 | 240   |
| 216   | 40 a 44 | 216   |
| 236   | 35 a 39 | 252   |
| 180   | 30 a 34 | 196   |
| 128   | 25 a 29 | 128   |
| 164   | 20 a 24 | 96    |
| 228   | 15 a 19 | 160   |
| 268   | 10 a 14 | 176   |
| 216   | 5 a 9   | 148   |
| 132   | 0 a 4   | 160   |

## Economia
El 2007 la població en edat de treballar era de 3.757 persones, 2.615 eren actives i 1.142 eren inactives. De les 2.615 persones actives 2.420 estaven ocupades (1.201 homes i 1.219 dones) i 195 estaven aturades (92 homes i 103 dones). De les 1.142 persones inactives 511 estaven jubilades, 367 estaven estudiant i 264 estaven classificades com a «altres inactius».

### Ingressos
El 2009 a Nieul-sur-Mer hi havia 2.358 unitats fiscals que integraven 5.865,5 persones, la mediana anual d'ingressos fiscals per persona era de 21.362 €.

### Activitats econòmiques
Dels 217 establiments que hi havia el 2007, 2 eren d'empreses alimentàries, 1 d'una empresa de fabricació de material elèctric, 3 d'empreses de fabricació d'altres productes industrials, 38 d'empreses de construcció, 48 d'empreses de comerç i reparació d'automòbils, 8 d'empreses de transport, 11 d'empreses d'hostatgeria i restauració, 1 d'una empresa d'informació i comunicació, 7 d'empreses financeres, 14 d'empreses immobiliàries, 27 d'empreses de serveis, 39 d'entitats de l'administració pública i 18 d'empreses classificades com a «altres activitats de serveis».
Dels 61 establiments de servei als particulars que hi havia el 2009, 1 era una oficina de correu, 2 oficines bancàries, 4 tallers de reparació d'automòbils i de material agrícola, 1 autoescola, 5 paletes, 2 guixaires pintors, 10 fusteries, 7 lampisteries, 6 electricistes, 3 empreses de construcció, 4 perruqueries, 1 veterinari, 8 restaurants, 2 agències immobiliàries, 1 tintoreria i 4 salons de bellesa.
Dels 12 establiments comercials que hi havia el 2009, 1 era un supermercat, 1 una gran superfície de material de bricolatge, 1 una botiga de menys de 120 m², 2 fleques, 2 carnisseries, 1 una llibreria, 1 una botiga de mobles i 3 floristeries.
L'any 2000 a Nieul-sur-Mer hi havia 8 explotacions agrícoles que ocupaven un total de 630 hectàrees.

## Equipaments sanitaris i escolars
El 2009 hi havia 2 farmàcies i 1 ambulància.
El 2009 hi havia 1 escola maternal i 2 escoles elementals.

## Poblacions més properes
El següent diagrama mostra les poblacions més properes.